# Ченгелчал
Ченгелчал е връх в Пирин, част от Дебели рид. Височината му е 2709 метра. По време на Възродителния процес е преименуван на Кривец, но това име не е прието от туристите и не се използва.